# Tabouret à feuilles rondes
Noccaea rotundifolia
Espèce
Classification phylogénétique

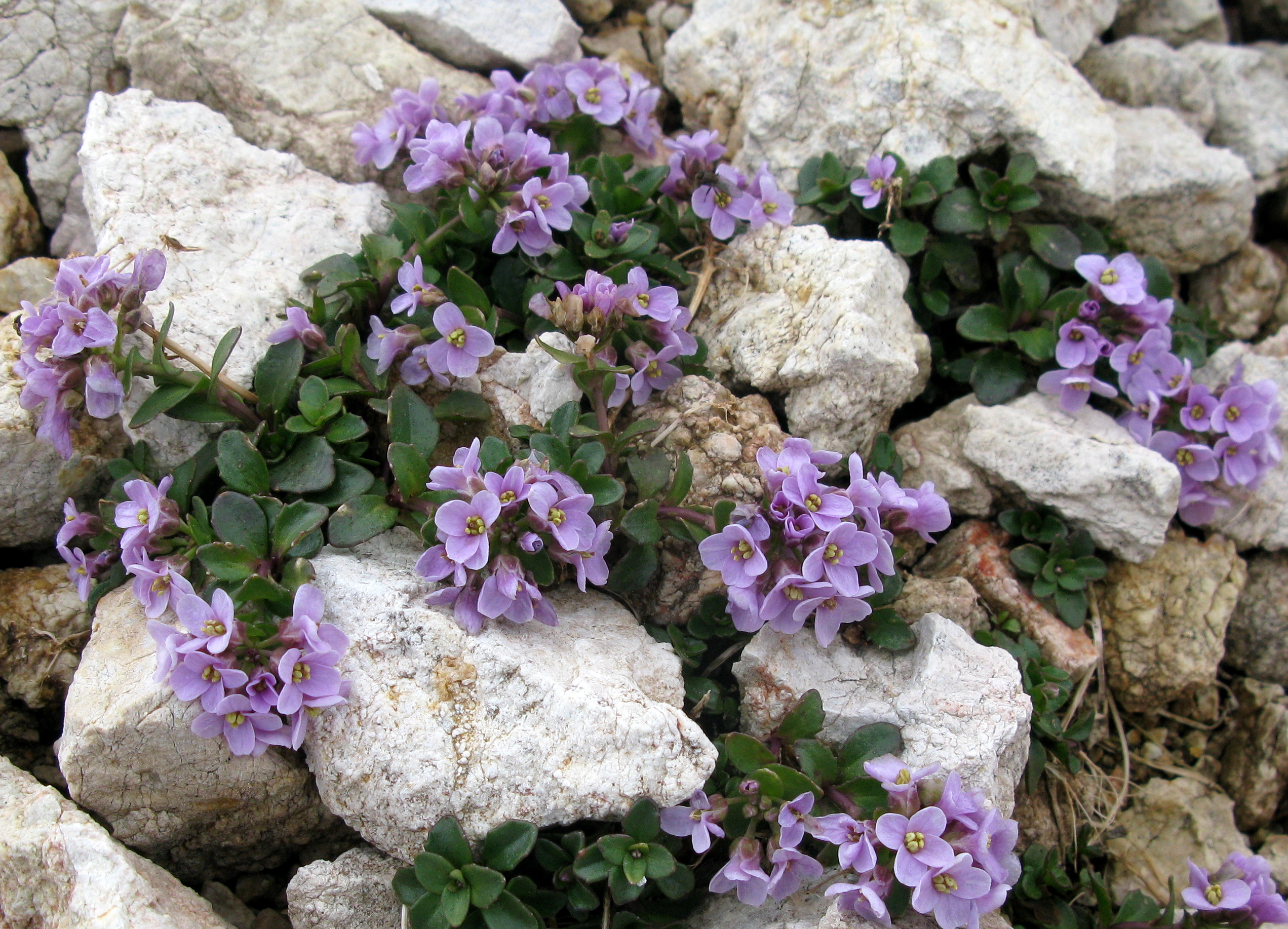
Noccaea rotundifolia originaire des Dolomites, à 2850 m d'altitude, au Muséum de Toulouse.

Noccaea rotundifolia, le tabouret à feuilles rondes ou cresson des chamois, est une espèce de plantes herbacées vivaces de la famille des Brassicaceae (Crucifères).
Synonyme :
- Thlaspi rotundifolium (L.) Gaudin

## Description
Petite plante de 8 à 15 cm de haut. Tiges ramifiées à la base et rampantes. Feuilles en rosette, un peu épaisses, en forme de spatule. Fleurs groupées aux extrémités des tiges, à 4 pétales roses.

## Habitat
Éboulis non stabilisés, jusqu'à 3 000 m d'altitude dans les Alpes.